# Michael Jackson's Moonwalker (videogioco 1990 arcade)
Michael Jackson's Moonwalker è un videogioco arcade basato sul film Moonwalker e pubblicato nel 1990 dalla SEGA. Si tratta di un picchiaduro a scorrimento con visuale isometrica. La SEGA pubblicò anche Michael Jackson's Moonwalker per console, piuttosto differente, con visuale bidimensionale laterale. Esiste anche un precedente Moonwalker per computer, del tutto differente.